# Gyalidea hensseniae
Gyalidea hensseniae är en lavart som beskrevs av Hafellner, Poelt & Vezda. Gyalidea hensseniae ingår i släktet Gyalidea och familjen Gomphillaceae.   Inga underarter finns listade i Catalogue of Life.